# Zahořanský stratotyp
Přírodní památka Zahořanský stratotyp byla vyhlášena v roce 1977 a nachází se přímo ve městě Králův Dvůr. Chráněné území je ve správě Krajského úřadu Středočeského kraje.

## Předmět ochrany
Důvodem ochrany je výchoz záhořanských vrstev českého ordoviku s fosilní faunou.